# Mimosa watsonii
Mimosa watsonii är en ärtväxtart som beskrevs av Robinson. Mimosa watsonii ingår i släktet mimosor, och familjen ärtväxter. Inga underarter finns listade i Catalogue of Life.